# Hydropsyche mostarensis
Hydropsyche mostarensis är en nattsländeart som beskrevs av Klapalek 1898. Hydropsyche mostarensis ingår i släktet Hydropsyche och familjen ryssjenattsländor. Inga underarter finns listade i Catalogue of Life.